# Tokugawa Ietsugu
Tokugawa Ietsugu (jap. 徳川 家継; * 8. August 1709 im Edo-jō; † 19. Juni 1716) war von 1713 bis 1716 der 7. Shōgun der Edo-Zeit in Japan. Er war bei „Amtsantritt“ vier Jahre alt und starb mit sieben Jahren.

## Lebensweg

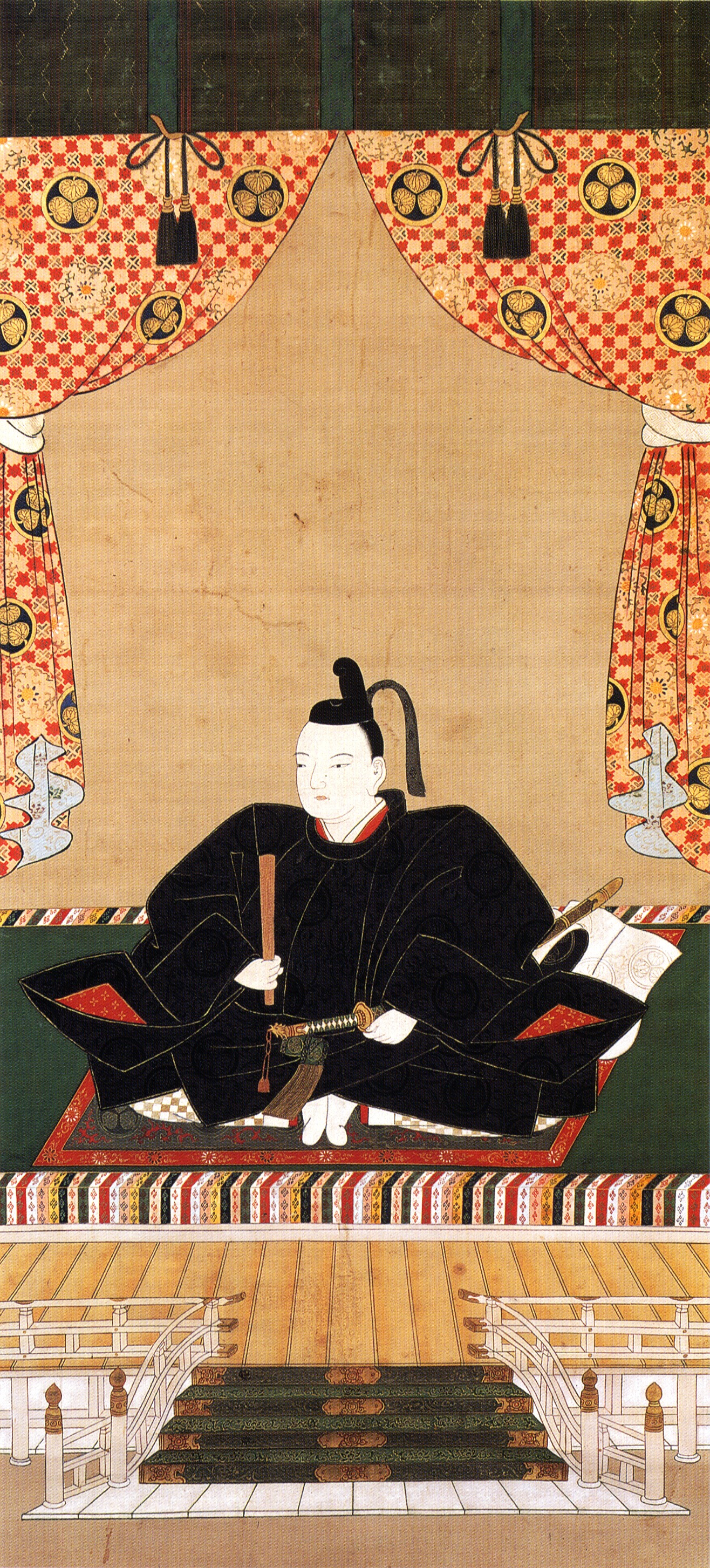
Tokugawa Ietsugu, Bildnis um 1735

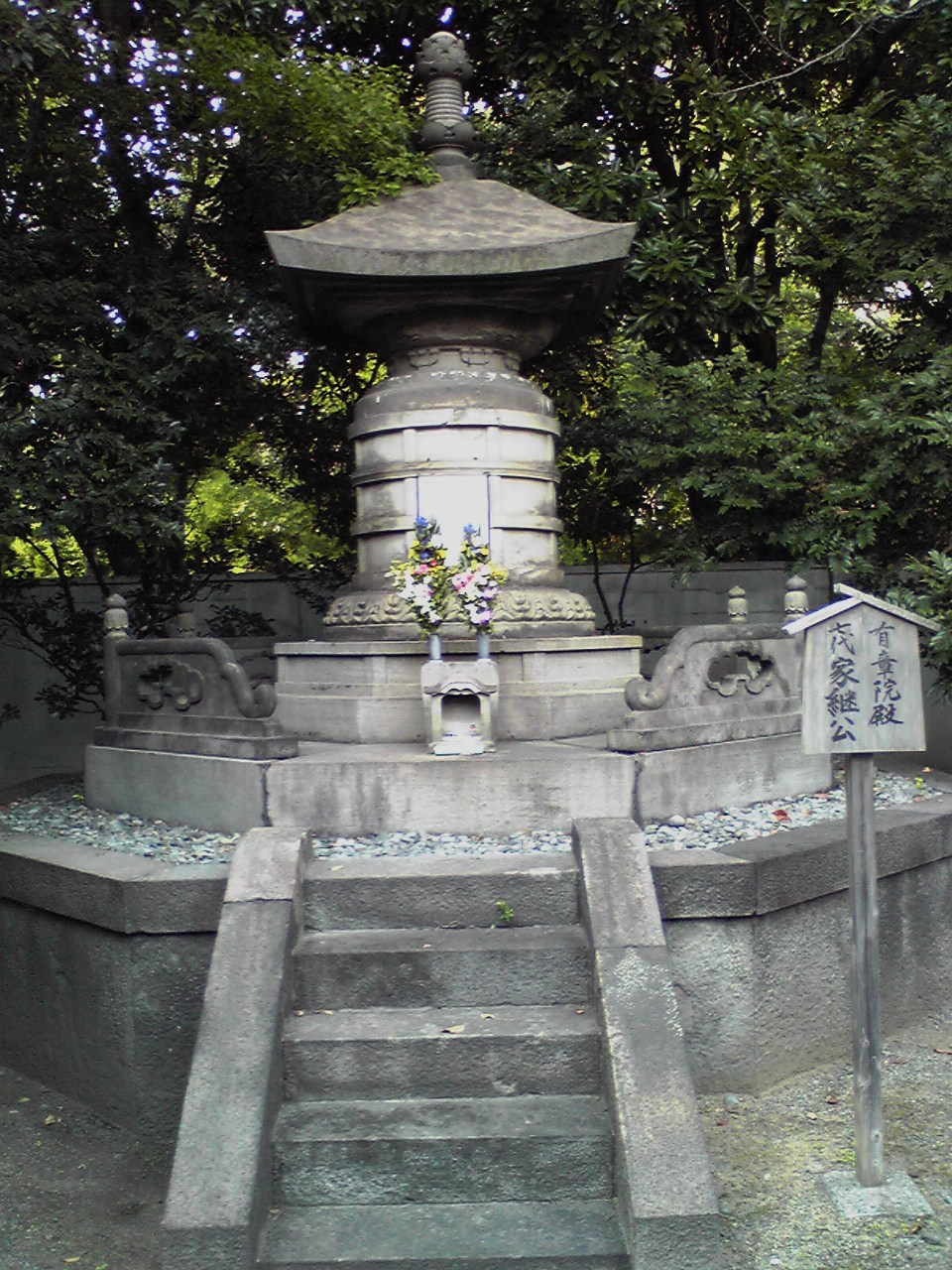
Tokugawa Ieshiges Grabstele auf dem Friedhof des Zōjō-ji

Tokugawa Ietsugu wurde als vierter Sohn des Tokugawa Ienobu geboren. Er war dessen einziges überlebendes Kind, nachdem Daigoro 1710 zweijährig gestorben war. Sein Geburtsname war Nabematsu. Seine Mutter war die Konkubine Okiyo (1685–1752; お喜世), die Gekkō-in (月光院). Sie war seit 1704 im shogunalen Haushalt. Nach Ienobus Tod hatte sie eine Affaire mit dessen Sekretär Manabe Akifusa (1667–1720). Zeitgenossen beschreiben sie als machthungrig und liederlich.
Nach dem Tod seines Vaters folgte er vierjährig diesem im April 1713 ins Amt. Die Regierungsgeschäfte wurden von den Ratgebern seines Vorgängers, Manabe Akifusa und dem Konfuzianer Arai Hakuseki (1657–1725) weitergeführt. 1714 wurde eine neue Metallwährung eingeführt. Der eintretende Preisverfall für Reis senkte das Einkommen der Samurai-Vasallen, die in Reis bezahlt wurden. Dadurch wurde langfristig die Position des Schwertadels gegenüber der aufstrebenden aber verachteten Kaufmannschaft geschwächt.
Zur Unterbindung des Schleichhandels wurde 1715 angeordnet, dass in Kyushu ankommende Schiffe zu verbrennen sind und deren Mannschaft zu töten sei.
Ietsugu starb nach etwa einmonatiger Krankheit. Sein Grab befindet sich im Zōjō-ji (Shiba); postum wurde ihm der Name Yūshō-in verliehen. Bei einer Untersuchung im Rahmen der Umbettung seiner Gebeine wurde festgestellt, dass durch eindringendes Wasser in seinen Sarg, seine Überreste bis auf Haare und Fingernägel verwest waren. Es ließ sich jedoch noch feststellen, dass er die Blutgruppe A von seiner Mutter geerbt hatte.
Der Nachfolger Yoshimune wurde aus der Kii-Linie der Familie gewählt.